# Acer argutum
Acer argutum — вид клену, ендемік Японії. Може досягати 10 метрів у висоту.

## Опис

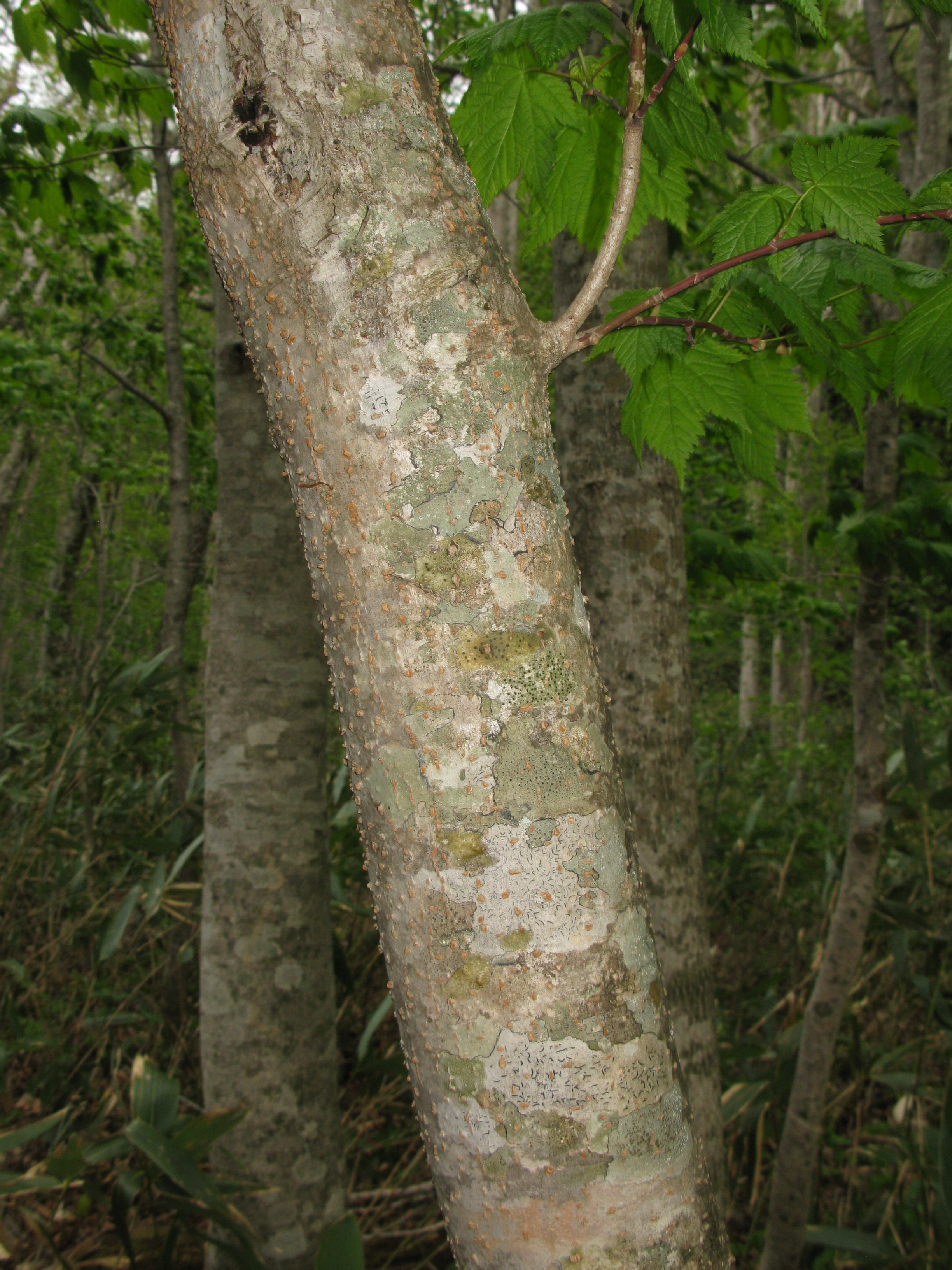
Стовбур

Це листопадне дерево з прямовисним стовбуром; утворює щільну крону. Широке зелене листя загострене з 5 лопатями. Восени вони змінюють колір із зеленого на жовтий і оранжевий восени. За 10 років він може вирости до 10 метрів у висоту і 8 метрів у ширину. Вид дводомний, з окремими чоловічими і жіночими квітками.

## Етимологія
Назва роду Acer походить від латинського «acro-», що приблизно перекладається як «гострий» або «виростає», посилаючись на форму листя. Подібно й видовий епітет argutum перекладається як «з зубчастими краями».

## Поширення
Росте поблизу водойм, таких як річки та струмки, на висотах від 800 до 1900 метрів. Зростає в лісистих, субальпійських гірських районах Хонсю та Сікоку в Японії. Часто зустрічається на узліссях, оскільки потребує часткового сонячного світла; він росте на будь-якому типі ґрунту та переносить будь-які рівні pH.

## Використання
Цукровий сік використовується або як напій, або з нього виготовляють сироп. Сироп в основному використовується як підсолоджувач і отримують ранньою весною, особливо після періоду шрамування. Листя можна використовувати в тарі для консервування яблук або коренеплодів.